# Parniczka (dopływ Bielicy)
Parniczka (Kanał Babiński) – potok w województwie zachodniopomorskim w powiecie pyrzyckim. Wypływa jako struga na podmokłych terenach położonych na wschód od wsi Drzenin w powiecie gryfińskim, płynie w kierunku wschodnim, aby po przepłynięciu ok. 7,5 km ujść na zachód od wsi Chabowo do rzeki Bielicy. Przepływa przez Jezioro Dołgie i Jezioro Babińskie, poniżej którego koryto Parniczki zostało uregulowane.